# Kapsa bela
Kapsa bela är en insektsart som beskrevs av Irena Dworakowska 1981. Kapsa bela ingår i släktet Kapsa och familjen dvärgstritar. Inga underarter finns listade i Catalogue of Life.